# NGC 1376
NGC 1376 is een spiraalvormig sterrenstelsel in het sterrenbeeld Eridanus. Het hemelobject werd op 28 januari 1785 ontdekt door de Duits-Britse astronoom William Herschel.

## Synoniemen
- MCG -1-10-11
- IRAS03346-0512
- PGC 13352